# Star Wars Battlefront: Elite Squadron
Star Wars Battlefront: Elite Squadron es un videojuego de la Serie Battlefront para Nintendo DS y PSP. Fue anunciado oficialmente el 26 de mayo de 2009 y salió el 3 de noviembre de 2009. El juego es considerado superior en cuanto a portátiles en la Serie Battlefront, y aprovecha al máximo las características de cada consola, creando juegos exclusivos para PSP y Nintendo DS.

## Características
El juego presenta nuevas innovaciones respecto a otros juegos de portátiles de la Serie Battlefront, y aprovecha características de otros juegos de la saga en PSP. Star Wars Battlefront II, y Star Wars Battlefront: Renegade Squadron, como, por ejemplo, el modo "captura heroica de nave insignia", "modo heroes vs. villanos", o el uso de nuevos cazas estelares. El Modo Infraestructura ya no está disponible para la PSP.

## Personajes
- Almirante Ackbar
- Lando Calrissian
- Chewbacca
- Darth Tyranus
- Darth Maul
- Darth Vader
- han solo
- Boba Fett
- Jango Fett
- Kit Fisto
- General Grievous
- IG-88
- Ki-Adi-Mundi
- Obi-Wan Kenobi
- Darth Sidious
- Luke Skywalker
- Asajj Ventress
- Mace Windu
- X1
- X2
- General Rahm Kota
- Col Serra
- Yoda

### Criaturas
- Tauntaun
- Ewoks
- Tusken (en animación)

### Modelos de droides
- Droideka
- Droide de Combate Autopropulsado de Geometría Variable, Mark I
- Droide de combate B1
- Super droide de combate B2

## Planetas jugables
- Bespin
- Cato Neimoidia
- Coruscant
- Dantooine
- Estrella de la Muerte
- Endor
- Hoth
- Kashyyyk
- Mustafar
- Tatooine
- Vjun
- Yavin 4

## Bandos

### Todos
- República - Lado Luminoso
- CSI (Confederación de Sistemas Independientes) - Lado Oscuro
- Alianza Rebelde - Lado Luminoso
- "República en Orden 66" - Lado Oscuro - Único de Campaña > Las Guerras Clon > Dantooine
- Imperio Galáctico - Lado Oscuro
- Ejército de X1 - Lado Oscuro - Único de Campaña > El Imperio Destrozado > Mustafar

### Orden de Campaña
Lado Luminoso - Lado Oscuro
- República       vs CSI
- Alianza Rebelde vs "República en Orden 66"
- Alianza Rebelde vs Imperio Galáctico
- Alianza Rebelde vs Ejército de X1

### Acción instantánea
- Lado Luminoso vs Lado Oscuro

- República vs CSI
- Alianza Rebelde vs Imperio Galáctico

## Especies inteligentes
- Humano
- Clon
- Korun
- Kaleesh
- Cyborg
- Mon Calamari
- Rattataki
- Wookiee
- Rodiano

## Vehículos y naves
- AT-AT
- Deslizador BARC
- Droide Tri-caza
- Interceptor ligero Eta-2 clase Actis
- Destructor Estelar clase Imperial
- Nave de Batalla clase Lucrehulk
- Fragata estelar clase Munificente
- Caza TIE
- Destructor Estelar clase Venator
- Aerodeslizador T-47
- Caza estelar Ala-X
- AT-RT
- Caza estelar de Reconocimiento Agresivo-170 (ARC-170)
- Deslizador STAP
- Caza estelar Alfa-3 clase Nimbus Ala-V
- Bombardero clase Hiena

## Armas y tecnología
- Cyborg
- Batería anti-infantería DF.9
- Generador de escudos
- Lanzador ARC
- Fusil bláster
- Arma de carbonita
- Lanzallamas
- Escopeta
- Ballesta
- Pistola bláster
- Lanzador de EMP
- Pica de energía
- Sable de Luz
- Lanzagranadas
- Lanzacohetes
- Electrovara
- Mochila de salto
- Fusil de precisión
- Pistola
- Detonador térmico
- Minas
- Demoledores
- Jetpack